# Matthias Kalle
Matthias Kalle (* 1975 in Minden) ist ein deutscher Journalist und Buchautor.

## Leben und Wirken
Matthias Kalle besuchte das Besselgymnasium Minden. Anschließend studierte er Journalistik und Kulturwissenschaften an der Universität Leipzig.
Bereits vor Abbruch des Studiums wurde er Redakteur beim jetzt-Magazin, dem ehemals eigenständig erscheinenden Jugendmagazin der Süddeutschen Zeitung, und veröffentlichte dort auch als Autor. Für seinen Beitrag Das Ende der Unschuld im jetzt-Magazin vom 18. September 2000 wurde er mit dem Axel-Springer-Preis 2001 ausgezeichnet (2. Preis in der Kategorie „Print“). Anschließend war er Autor bei Neon, das er als Magazin mitkonzipiert hatte.
Kalle war Kulturchef der Vanity Fair. Noch vor deren Ersterscheinung im Februar 2007 verließ er das im Condé Nast-Verlag erschienene Magazin. Sein Nachfolger wurde Volker Corsten, zuvor bei der Welt am Sonntag tätig. Von 2004 bis 2006 sowie von 2007 bis 2008 war er Chefredakteur der Zitty. Von 2012 bis 2020 war er stellvertretender Chefredakteur des Zeitmagazins.  Er publiziert dort als freier Autor und beim Berliner Tagesspiegel. Zusammen mit Sophie Passmann moderierte er von 2019 bis 2020 den Serien-Podcast Die Schaulustigen, und von 2020 bis 2021 den Popkultur-Podcast Jubel & Krawall bei Audible, der ebenfalls nach einem Jahr eingestellt wurde. Seit Mai 2024 leitet Kalle gemeinsam mit Luise Strothmann die Redaktion der taz-Wochenendausgabe wochentaz.
2003 erschien bei Kiepenheuer & Witsch seine erste Buchveröffentlichung „Verzichten auf“, die seine unter jetzt.de erschienenen Kolumnen über das Zweifeln und das Verzichten unter der gleichnamigen Überschrift enthalten.

## Auszeichnungen
- 2001: Axel-Springer-Preis

## Bibliographie

### Sachbücher
- Verzichten auf. Kiepenheuer & Witsch, Köln 2003, ISBN 978-3462033335.
- Erstmal für immer – wie wir die Liebe neu erfinden. Knaur-Taschenbuch, München 2011, ISBN 978-3-426-78430-3.
- Normal hält das. Verlag Ullstein extra, Berlin 2012, ISBN 978-3-86493-004-1.

### (Mit-)Herausgeber
- Trau keiner unter dreißig! Das war erst der Anfang: die ersten 30 Jahre Zitty – das Jubiläumsheft. Zitty-Verl., Berlin 2007 DNB
- Der Elternknigge – Darf Papa auf dem Spielplatz rauchen? Ein unprofessioneller Erziehungsratgeber. Bloomsbury, Berlin 2010, ISBN 978-3-8270-0961-6; (2. Aufl. 2011, ISBN 978-3-8333-0749-2)